# Neostylopyga coxalis
Neostylopyga coxalis es una especie de cucaracha del género Neostylopyga, familia Blattidae.

## Distribución
Esta especie se encuentra en Indonesia (Seram) e isla Nueva Guinea.